# Nina Gueorguievna de Russie
Nina Gueorguievna de Russie (en russe : Нина Георгиевна), princesse de Russie, est née le 20 juin 1901 au palais du grand-duc Michel à Saint-Pétersbourg, en Russie, et est décédée le 27 février 1974 à Wellfleet, dans le Massachusetts, aux États-Unis. Issue d'une branche cadette de la famille impériale russe, c'est l'une des membres de la famille Romanov ayant survécu à la guerre civile.

## Biographie

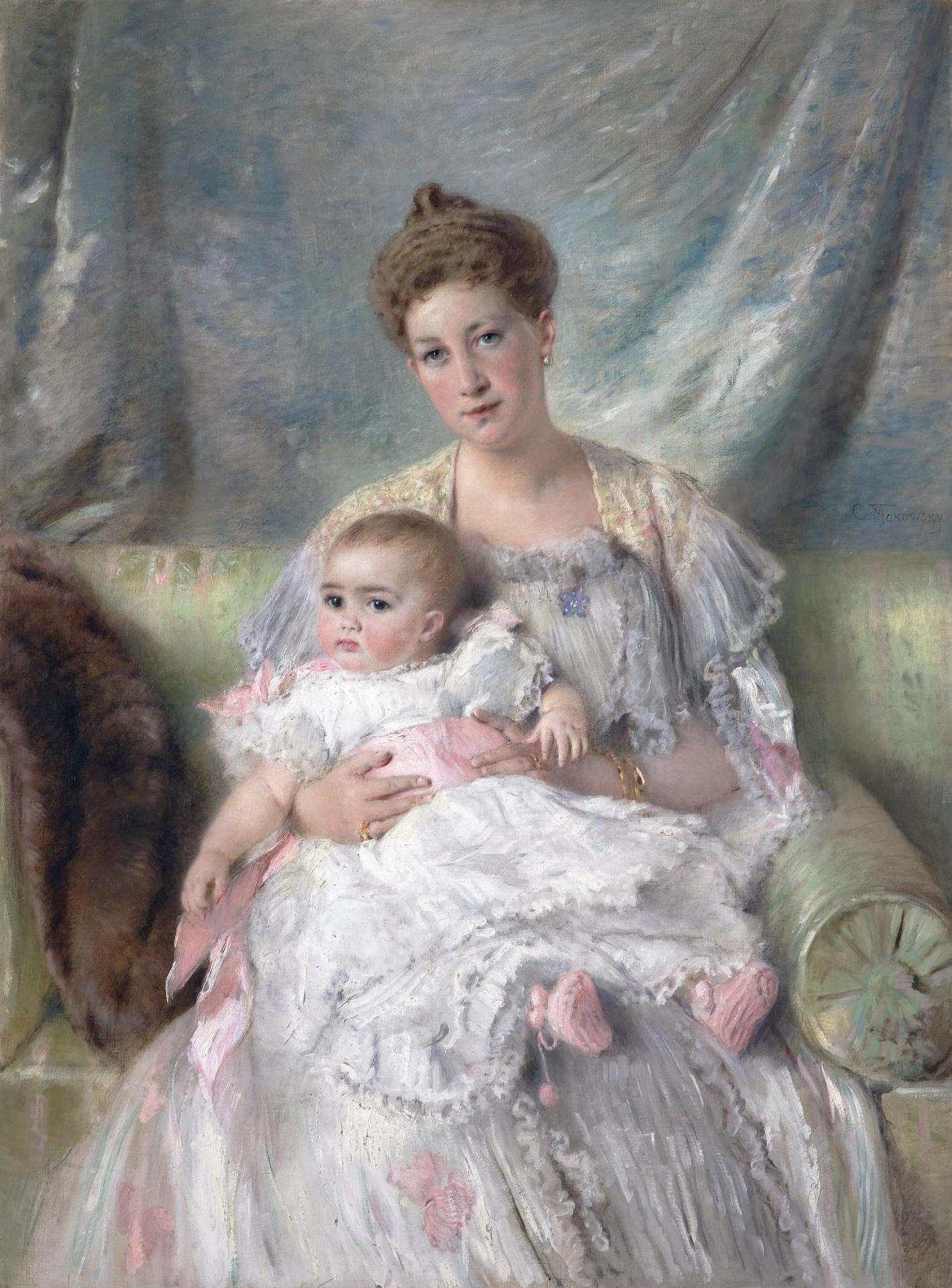
La princesse Nina et sa mère vers 1901-1902 par K. Makovskiy.

La princesse Nina Gueorguievna est la fille aînée du grand-duc Georges Mikhaïlovitch de Russie et de la princesse Marie de Grèce. Par son père, elle est l'arrière-petite-fille du tsar Nicolas Ier de Russie tandis que par sa mère, elle a pour grand-père le roi Georges Ier de Grèce. Elle a une sœur cadette, la princesse Xenia Gueorguievna de Russie.
La princesse passe les premières années de sa vie dans les appartements familiaux du palais du grand-duc Michel. En 1905, la famille déménage dans un petit palais nouvellement construit en Crimée. Construite dans un style anglais, ils donnent à la propriété un nom grec, « Harax ». Pendant neuf ans, la famille y mène une vie tranquille.
Du même âge que les deux plus jeunes filles du tsar Nicolas II, les princesses jouent parfois avec elles lorsqu'elles qu'elles séjournent dans la capitale impériale. Nina grandit dans un univers polyglotte et parle russe avec son père et anglais avec sa mère, tandis que ces derniers communiquent entre eux en français.
Le mariage des parents de Nina Gueorguievna est malheureux. Le grand-duc Georges Mikhaïlovitch est un père dévoué et les deux sœurs sont proches de lui, mais la grande-duchesse Marie n'a jamais aimé la Russie et s'est éloignée de son mari. En juin 1914, Marie emmène ses deux filles en Angleterre dans la région d'Harrogate sous prétexte d'améliorer leur santé ; en réalité, elle désire se séparer de son mari. Peu de temps après éclate la Première Guerre mondiale, et les trois princesses se retrouvent bientôt bloquées en Angleterre tandis que le grand-duc Georges Mikhaïlovitch reste en Russie. La princesse et sa sœur ne reverront plus jamais leur père.
Le déclenchement de la révolution russe en 1917 place les trois princesses dans une difficile situation financière tandis que le grand-duc est arrêté et bientôt exécuté. Marie de Grèce reçoit cependant l'aide de sa future belle-sœur, la millionnaire américaine Nancy Leeds.
La mort du grand-duc Georges Mikhaïlovitch en 1919 et le remariage de Marie avec un l'amiral grec Periklís Ioannídis en 1920 éloignent pour un temps Nina Gueorguievna et sa mère. Les deux sœurs chérissent en effet la mémoire de leur père et tiennent leur mère responsable de leur éloignement. En partie pour échapper à son contrôle, elles se marient toutes deux jeunes.

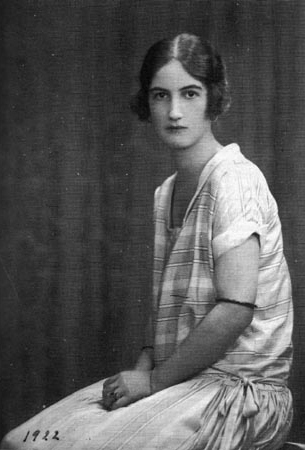
La princesse Nina Georgievna en 1922.

Désormais sans grande ressources, Nina Gueorguievna est courtisée par son cousin, le prince Paul de Grèce. Cependant, la princesse ne ressent aucune attraction pour le jeune homme et elle coupe court à la relation naissante. Peu de temps après, le 3 septembre 1922, elle épouse morganatiquement un exilé russe, le prince géorgien Paul Alexandrovitch Chavchavadze. Ils se sont rencontrés pour la première fois quand il avait neuf ans et elle sept ans, lors d'une fête à l'ambassade britannique à Rome en 1908. Ils se retrouvent à Londres plusieurs années plus tard. Au moment de leur mariage, le monde qu’ils connaissaient a radicalement changé, avec l’effondrement de l'empire russe, la montée en puissance des bolcheviks et l’annexion de la Géorgie par l’Union soviétique. La plupart de leurs richesses ont été perdues lors de la révolution, mais ils ne se plaignent jamais de leurs difficultés matérielles. Le prince Paul, qui a également perdu son père pendant la guerre civile, a servi dans l'armée russe puis dans l'armée américaine. Le couple a un fils :
- David Chavchavadze (1924-), officier dans l'armée américaine.

En 1927, le couple s'installe à New York, où il vit chichement. En 1939, la famille déménage à Wellfleet dans le Massachusetts. La princesse est une artiste peintre, et son mari est auteur ; il écrit cinq livres et en traduit plusieurs autres. Le mari de Nina Gueorguievna meurt en 1971, et elle ne lui survit que quelques années. Elle meurt près de Hyannis dans le Massachusetts en 1974, à l'âge de soixante-douze ans.